# Averstadån
Averstadån, å på Värmlandsnäs i Säffle kommun, Värmland. Längd ca 16 kilometer. Averstadån rinner upp i närheten av Södra Ny, ca 3 kilometer nordväst om Örö hamn, och rinner i huvudsak söderut, förbi Kvaldersrud, Torserud, Finserud och Averstad. Averstadån mynnar i Dalbosjön i Vänern, på Värmlandsnäs’ västra sida. Största biflödet är Öjserudsbäcken från vänster, som ansluter sig ca 1 kilometer före mynningen.